# Polydactylus oligodon
Polydactylus oligodon är en fiskart som först beskrevs av Günther, 1860.  Polydactylus oligodon ingår i släktet Polydactylus och familjen Polynemidae. Inga underarter finns listade i Catalogue of Life.